# Munitibar-Arbatzegi Gerrikaitz
Munitibar-Arbatzegi Gerrikaitz város Spanyolországban,  Bizkaia tartományban. Munitibar-Arbatzegi Gerrikaitz Aulesti, Cenarruza-Puebla de Bolívar, Berriz, Muxika és Mendata községekkel határos. Lakosainak száma 466 fő (2024).

## Népesség
A település népessége az utóbbi években az alábbiak szerint változott:
| Lakosok száma | 401  | 385  | 381  | 413  | 438  | 469  | 466  | 468  | 473  | 466  |
|               | 2001 | 2004 | 2007 | 2009 | 2012 | 2014 | 2017 | 2019 | 2022 | 2024 |